# Heaven Music
Heaven Music — одна з найуспішніших незалежних звукозаписних компаній в Греції.

## Про компанію
Заснована в 2001 році ANT1 Group. Протягом перших п'яти років працювала під управлінням Йоргаса Левентіса (грец. Γιώργος Λεβέντης).
Heaven Music уклала ексклюзивний контракт з композитором Фівос (грец. Φοίβος) з моменту заснування компанії, в 2009 році він припинив співпрацю з Heaven Music. Фівос добре відомий в Греції та Кіпрі за його роботу з багатьма популярними співаками і випустив кілька мульти-платинових альбомів.
Heaven Music виявляє великий інтерес до нових і молодих виконавців, здійснює співпрацю з талант-шоу Fame Story, грецька версія Star Academy.
Heaven Music також працює для просування артистів за межами Греції. Так у 2002 році в Heaven Music почали співпрацю з Ministry Of Sound, провідним танцювальним лейблом в Європі, просуваючи альбом Деспіни Ванді «Привіт» (грец. Γειά), який вже сертифікований як мульти-платиновий в Греції, в Європі та Північній Америці.

## Список артистів
Список артистів, які на даний час (2020 рік) підписано в Heaven Music 
- Damian
- Eddy Way
- George P. Lemos
- Jake
- Kianna (співачка)
- Kim (Кімонас Діамантопулос)
- Kon Cept
- PL
- RiskyKidd
- Stelia
- Tina
- T-Loukas
- Walkman the Band
- Ангелос Діонісіу
- Алкістіс Протопсалті
- Анастасія Терзі
- Андреас Ламбру
- Анджела Сідіропулу
- Анджела Дімітріу
- Апостолія Зої
- Вангеліс Стамуліс
- Валанто Тріфонос
- Васіліс Коттіс
- Валандіс
- Віві Мастралексі
- Вікі Карнезі
- Віллі Разі
- Янна Фафаліу
- Йоргос Янніас
- Йоргос Хараламбопулос
- Йоргос Феодору
- Йоргос Цалікіс
- Деспіна Карлі
- Деспіна Олимпіу
- Дімітра Галані
- Дімітріс Космопулос
- Дімітріс Басіс
- Дімітріс Тріфонас
- Дімітріс Факос
- Дімітріс Парісіс
- Єлена Греку
- Елпіда Адаміду
- Евангелія Тасіу
- Танасіс Кристалліс
- Феміс Адамантідіс
- Каломіра
- Константіна Апостолопулу
- Константінос Назіс
- Костас Македонас
- Костас Мартакіс
- Костас Фіотакіс
- Костас Харітодіпломенос
- Лефтеріс Пандазіс
- Манос Такос
- Маріна Нколопулу
- Міхаліс Дзуганакіс
- Міхаліс Хадзіянніс
- Наташа Теодоріду
- Нікіфорос
- Нікос Вертіс
- Нікос Зоїдакіс
- Нікос Куркуліс
- Нікос Тріккіс
- Нікос Халкусіс
- Ніколас Хрістідіс
- Наїра Алексопулу
- Панос Міріанфус
- Панос Калідіс
- Панаїотіс Терзідіс
- Пеггі Зіна
- Петрос Панагуліс
- Поппі Малліотакі
- Іоанна Полівіу
- Раллія Хрістіду
- Сакіс Раміс
- Софія Арваніті
- Софія Зафірі
- Софія Ману
- Стеліос Діонісіу
- Стелла Самара
- Стратос Караліс
- Тасос Іоаннідіс
- Тріантафіллос
- Філіппос Пліацікас
- Фросо Стиліану
- Харіс Костопулос
- Хрістос Кіпріанідіс
- Хрістос Менідіатіс
- Хрістос Севастос
- Христина Герані
- Христина Голія
- Христина Марагозі
- Хріспа

### Колишні артисти Heaven Music
- C：Real
- Diana
- Droulias Brothers
- Rec
- Script VII (πρώην Diamond)
- Sin Boy
- LAVA (Костас Молцідіс)
- TUS
- 48 Hours
- Апостолис Валаруцос
- Ангелос Андреатос
- Александрос Міртос
- Амарилліс
- Апостолія Зої
- Антоніс Вардіс †
- Антоніс Ремос
- Аспа Ціна
- Ангелікі Іліаді
- Анджі Саміу
- Вангеліс Аравантінос
- Василікі Дада
- Вірон Цурапіс
- Виктория Халкіті
- Грігоріс Петракос
- Янніс Вардіс
- Янніс Плутархос
- Йоргос Карапіперіс
- Йоргос Мазонакіс
- Йоргос Даскулідіс
- Йоргос Ліанос
- Йоргос Лембесіс
- Йоргос Хрісту
- Йоргос Пападопулос
- Деспіна Ванді
- Дімітріс Аврамопулос
- Іріні Пападопулу
- Еллі Коккіну
- Євдокія Каді
- Елеанна Папаіоанну
- Єва Баїла
- Танос Петреліс
- Тодоріс Ферріс
- Феохаріс Іоаннідіс
- Катеріна Стікуді
- Костас Карафотіс
- Келлі Келекіду
- Конні Метакса
- Константінос Галанос
- Константіна
- Костас Ґлавас
- Іфігенія
- Іріні Даніїл
- Марія Номіку
- Маро Літра
- Мері Вассу
- Меліна Асланіду
- Ненсі Алексіаді
- Нікос Міхас
- Нікос Ґанос
- Нино
- Нотіс Хрістодулу
- Ольга Паппа
- Паола Фока
- Поліна Христодулу
- Панос Псалтіс
- Сакіс Арсеніу
- Саліна Гавала
- Стаматіс Гонідіс
- Стелла Стиліану
- Стафіс Рафтопулос
- Стефанос Дімосфенус
- Спірос Сіолос
- Софія Воссу
- Толіс Воскопулос
- Фані Дракопулу
- Хрістос Павлакіс
- Христина Колетса
- Христина Салті

Melikan spakos